# محمد خرم
محمد خرم الحسيني (بالفارسية: سید محمد خرم الحسینی)؛ (7 فبراير 1997 - قزوين) هو لاعب كرة قدم إيراني يلعب في صفوف ناديتراكتور.